# Sarah Brüßler
Sarah Brüßler (Kassel, 8 de abril de 1994) es una deportista alemana que compite en piragüismo en la modalidad de aguas tranquilas.
Participó en dos Juegos Olímpicos de Verano, en los años 2020 y 2024, obteniendo una medalla de plata en París 2024, en la prueba de K4 500 m.
Ganó dos medallas en el Campeonato Mundial de Piragüismo, plata en 2019 y bronce en 2018, y una medalla de plata en el Campeonato Europeo de Piragüismo de 2018.

## Palmarés internacional
| Juegos Olímpicos   | Juegos Olímpicos            | Juegos Olímpicos  | Juegos Olímpicos |
| Año                | Lugar                       | Medalla           | Competición      |
| ------------------ | --------------------------- | ----------------- | ---------------- |
| 2024               | París (Francia)             | Medalla de plata  | K4 500 m         |
| Campeonato Mundial |                             |                   |                  |
| Año                | Lugar                       | Medalla           | Competición      |
| 2018               | Montemor-o-Velho (Portugal) | Medalla de bronce | K2 1000 m        |
| 2019               | Szeged (Hungría)            | Medalla de plata  | K2 1000 m        |
| Campeonato Europeo |                             |                   |                  |
| Año                | Lugar                       | Medalla           | Competición      |
| 2018               | Belgrado (Serbia)           | Medalla de plata  | K2 1000 m        |